# Fred Mühring
Alfred Hugo (Fred) Mühring (17 juni 1923 - 5 maart 2017) was een Nederlandse voetballer. Hij was doelman van Xerxes en Sparta. Voor zijn carrière in het voetbal was hij succesvol als handballer. Tijdens de Tweede Wereldoorlog kwam hij uit voor de nationale ploeg.
Vanwege zijn ziekenfondsbrilletje kreeg hij de bijnaam Schele Duikboot. Hij besloot om in 1958 te stoppen met voetballen en zijn maatschappelijke carrière als gymleraar op te pakken. Wegens een blessure van Andries van Dijk werd hij door de Engelse coach Denis Neville benaderd om weer zijn handschoenen aan te trekken. Dit gebeurde meerdere keren met als hoogtepunt de duels voor de Europacup 1 tegen het Zweedse IFK Göteborg
Op 5 maart 2017 overleed Fred Mühring op 93-jarige leeftijd.